# Hwange Nationaal Park
Hwange Nationaal Park (voorheen Wankie Game Reserve) is het grootste natuurreservaat in Zimbabwe. Het park ligt in het westen van het land, aan de hoofdweg tussen Bulawayo en de Victoriawatervallen, in de buurt van de stad Hwange. Het park werd in 1928 opgericht als wildreservaat, en in 1961 omgevormd tot nationaal park. 